# Eppure sentire (un senso di te)
Eppure sentire (un senso di te) è un singolo della cantautrice italiana Elisa, pubblicato il 12 gennaio 2007, come secondo estratto dalla prima raccolta della cantante Soundtrack '96-'06.
Il brano fa parte della colonna sonora del film Manuale d'amore 2 - Capitoli successivi di Giovanni Veronesi, curata da Paolo Buonvino. Il brano è stato candidato ai David di Donatello nella categoria alla  migliore canzone originale, divenendo la prima candidatura dell'artista alla premiazione.

## Il brano
Il testo del brano è stato scritto dalla cantautrice giuliana su musica di Paolo Buonvino per il film Manuale d'amore 2 - Capitoli successivi di Giovanni Veronesi, di cui Buonvino è compositore della colonna sonora.
Il pezzo è stato pubblicato per la prima volta nella raccolta di Elisa Soundtrack '96-'06 nel novembre 2006. Il film per cui è stato composto e la relativa colonna sonora, infatti, non sono usciti prima dell'anno successivo (gennaio 2007).

## Promozione
Il brano è entrato in programmazione radiofonica il 12 gennaio 2007 e venduto solo in digitale come traccia dell'album che lo contiene.

## Il video
Il video della canzone è stato girato dallo stesso Giovanni Veronesi tra Roma e Campo Imperatore (Abruzzo) nel dicembre 2006. Il video vede protagonista, nella prima parte girata a Roma, Elisa che vaga nelle strade di notte con una torcia e incontra i protagonisti di Manuale d'amore 2 (tra cui Carlo Verdone e Sergio Rubini). Nella seconda parte del video Elisa cammina nel mezzo dell'altopiano di Campo Imperatore circondata dalle montagne. Il video è accompagnato dalla versione Remix.

## Riconoscimenti
- David di Donatello
  - 2007 – Candidatura alla migliore canzone originale
- Nastro d'argento
  - 2007 – Candidatura alla miglior canzone originale
- Premio Videoclip Italiano
  - 2007 – Miglior video dell'anno - categoria artista donna

## Tracce

### CD promo INS 126
1. Eppure sentire (un senso di te) (Album Version) - 4:12
2. Eppure sentire (un senso di te) (Remix) - 3:37

## Versioni
- Eppure sentire (un senso di te) (Album Version) (4:12): pubblicata in Soundtrack '96-'06;
- Eppure sentire (un senso di te) (Remix) (3:37): pubblicata nel promo e in Caterpillar;
- Eppure sentire (un senso di te) (Unplugged Version) (4:02): pubblicata nella colonna sonora di Manuale d'amore 2 - Capitoli successivi;
- Eppure sentire (un senso di te) (3:40): pubblicata in Ivy;
- One Step Away (4:14): pubblicata nella colonna sonora di Manuale d'amore 2 - Capitoli successivi;
- One Step Away (3:42): pubblicata in Steppin' on Water;
- Sentir Sin Embargo (4:12): pubblicata nella versione spagnola di Soundtrack '96-'06.

## Successo commerciale
Il brano esordisce alla posizione numero 15 della classifica italiana, per raggiungere la seconda posizione la terza settimana di permanenza in classifica. Nel marzo 2013 il brano viene certificato disco d'oro, con 15 000 copie vendute da gennaio 2009. Il brano viene certificato disco di platino nella settimana 51 del 2017 per aver superato le 50 000 copie vendute.

## Classifica
| Classifica (2007) | Posizione massima |
| ----------------- | ----------------- |
| Italia            | 2                 |